# Rex Lee

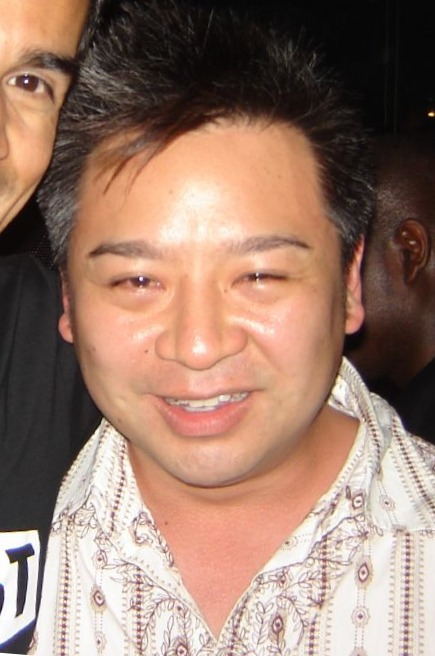
Rex Lee (2006)

Rex Lee (* 7. Januar 1969 in Warren, Ohio) ist ein US-amerikanischer Schauspieler.

## Leben und Karriere
Rex Lee wurde im Januar 1969 in der Kleinstadt Warren im US-Bundesstaat Ohio geboren. Er ist koreanischer Abstammung und in Massachusetts und ab dem neunten Lebensjahr in Kalifornien aufgewachsen. Er besuchte ab der Mittelstufe Privatschulen, bis er an der Oberlin Conservatory of Music in Oberlin angenommen wurde. Nach einem zweijährigen Studium wechselte Lee von Musik zum Theater und machte am Oberlin College seinen Bachelor of Arts. Sein Schauspieldebüt gab er 1994 in einer Gastrolle in der Serie Immer Ärger mit Dave, als Ticketabreißer in einem Kino. Größere Bekanntheit erlangte er ab 2004 mit seiner Rolle des Lloyd Lee in HBOs Entourage. Für diese Rolle wurde er zusammen mit der restlichen Besetzung von 2007 bis 2009 dreimal hintereinander für den Screen Actors Guild Award in der Kategorie Bestes Schauspielensemble in einer Fernsehserie – Komödie nominiert. Bis zum Serienende 2011 war er in 79 der insgesamt 96 Episoden der Serie zu sehen. Während dieser Zeit spielte er eine Hauptrolle in Shades of Ray (2008). Im Anschluss an Entourage bekam er als Mr. Wolfe eine wichtige Rolle in der ABC-Comedyserie Suburgatory. Nach zwei Staffeln als Hauptdarsteller wurde sein Vertrag aufgrund von Budgetkürzungen nicht für die dritte Staffel verlängert.
Seit Juni 2014 übernimmt er neben Emily Osment eine der Hauptrollen in der von ABC Family ausgestrahlten Comedyserie Young & Hungry.

## Filmografie (Auswahl)
- 1994: Immer Ärger mit Dave (Dave’s World, Fernsehserie, Episode 2x01)
- 2003: Andy Richter und die Welt (Andy Richter Controls The Universe, Fernsehserie, Episode 2x12)
- 2005–2011: Entourage (Fernsehserie, 79 Episoden)
- 2008: Shades of Ray
- 2008: Zoey 101 (Fernsehserie, Episode 4x09)
- 2011–2013: Suburgatory (Fernsehserie, 44 Episoden)
- 2012: The Secret Policeman’s Ball
- 2012: Glee (Fernsehserie, Episode 3x21)
- 2014: Castle (Fernsehserie, Episode 6x14)
- 2014–2018: Young & Hungry (Fernsehserie)
- 2015: Entourage
- 2015: Fresh Off the Boat (Fernsehserie, 2 Folgen)
- 2020: Feel the Beat